# 마드리드 지하철 2호선

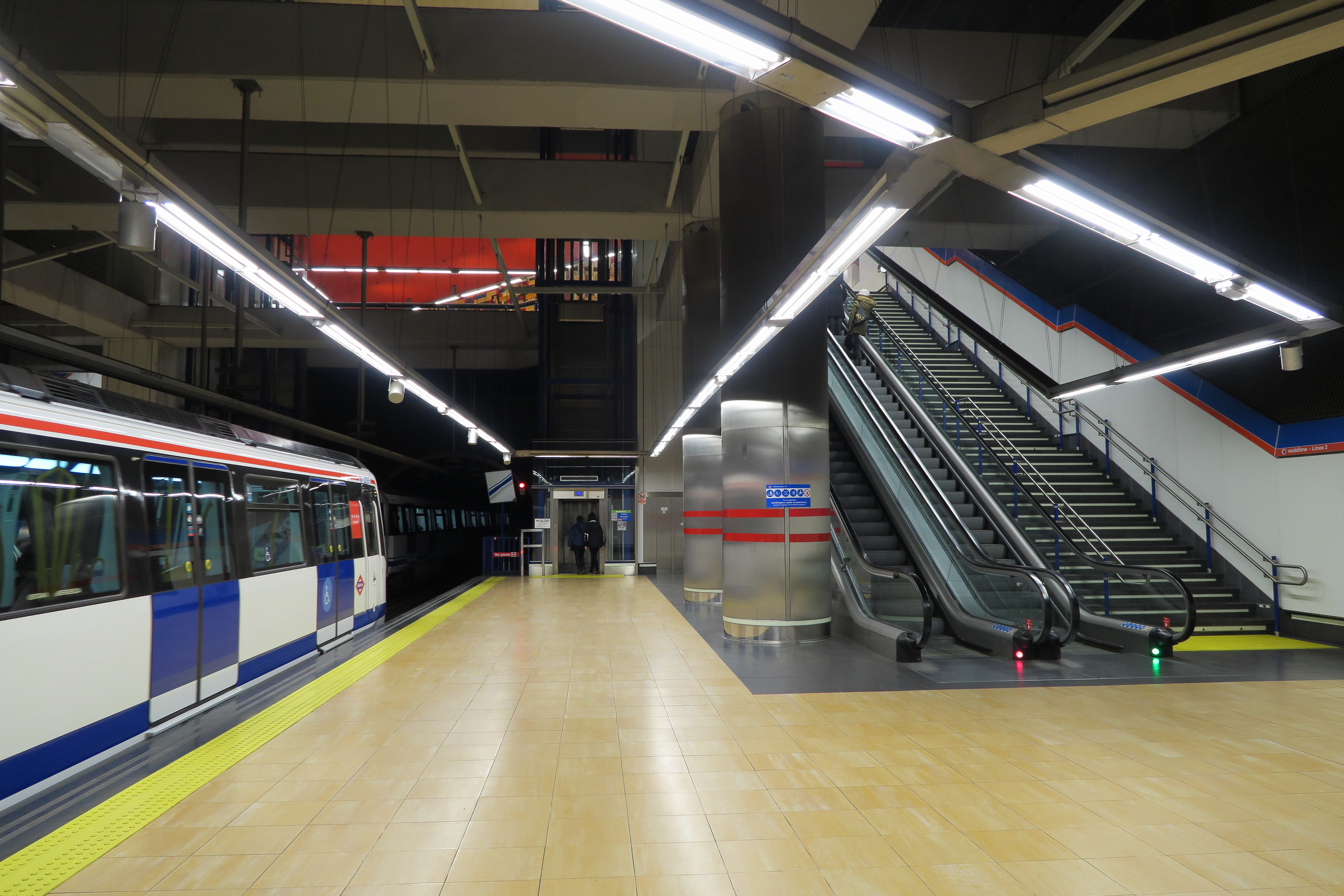
2호선의 엘리파 역

마드리드 지하철 2호선(linea 2)은 스페인 마드리드 지하철의 노선 중 하나로, 라스 로사스 역에서부터 솔 역을 거쳐 콰트로 카미노스 역까지 이어지는 노선이다. 현재 총 20개 역이 운영되고 있으며 총연장은 14.1km, 노선 상징색은 붉은색이다.
2호선은 마드리드 지하철 노선 중에서도 오래된 노선에 속하며, 가장 짧은 노선이다. 하지만 1924년 첫 개통 이래 세월을 거치며 수 차례의 연장구간 공사를 거쳤다. 그 중 일부 구간은 마드리드 지하철 4호선의 고야-디에고데레온 구간과 마드리드 지하철 5호선 살레스-시우다드리네알 구간으로 편입되었고, 최근에 라 엘리파와 라스 로사스까지 연장되어 마드리드 동부를 잇게 되었다.
2013년 9월에는 다국적 통신사 보다폰이 홍보전략의 일환으로 공사 측과 스폰서 계약을 맺고 2호선과 시내 주요 환승역인 솔 역의 명칭 이용권을 확보, '보다포네 2호선' (linea 2 Vodafone)이란 이름으로 운영되기도 했다. 하지만 마드리드 시민들의 거센 반발을 불러오기도 하였으며, 3년 뒤인 2016년 6월 계약기간 만료로 다시 '2호선'이란 명칭으로 되돌아왔다.

## 역사
1924년 6월 14일에 처음 개통되었다. 당시 운행되던 구간은 솔 역-벤타스 역 구간으로, 푸에르타 델 솔에서 토로스 데 라스 벤타스 광장까지 알칼라 거리를 쭉 따라가는 노선이었다. 1925년 10월 21일에는 솔 역에서 케베도 역까지 연장되었다. 같은해 12월 27일에는 플라사 데 이사벨라 역 (지금의 오페라 역)에서 노르테 역 (지금의 프린시페 피오 역)까지 이어지는 지선이 개통되었으며, 1929년 9월 10일에는 케베도 역에서 콰트로 카미노스 역까지 연장되었다.
1932년 9월 17일에는 고야 역과 디에고 데 레온 역을 잇는 새로운 지선이 다시 개통되었다. 다만 이 구간은 1958년 마드리드 지하철 4호선으로 편입되었다. 또 1964년에는 벤타스 역에서 시우다드 리네알 역까지의 연장구간이 새로 개통되었지만, 이 역시 1970년 마드리드 지하철 5호선으로 분리 신설되었다. 1998년 10월 16일에는 마드리드 지하철 7호선 연장에 즈음하여 케베도 역과 콰트로 카미노스 역 사이에 환승역인 카날 역을 신설하였다. 2007년 2월 16일에는 벤타스 역에서 라 엘리파 역까지 오랜만에 개통되었다. 2011년 3월 16일에는 라 엘리파에서 라스 로사스 역까지 한번 더 연장되었다.

## 환승 정보
2호선과 환승되는 노선은 다음과 같다.

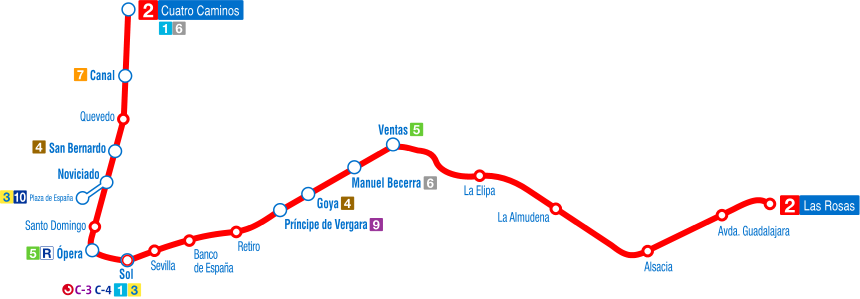
2호선 노선도

- 1호선 - 콰트로 카미노스 역, 솔 역
- 3호선 - 솔 역, 노비시아도 역 (환승통로)
- 4호선 - 고야 역, 산 베르나르도 역
- 5호선 - 오페라 역, 벤타스 역
- 6호선 - 콰트로 카미노스 역, 마누엘 베세라 역
- 7호선 - 카날 역
- 9호선 - 프린시페 데 베르가라 역
- 10호선 - 노비시아도 역 (환승통로)
- 라말 선 - 오페라 역
- 세르카니아스 마드리드 - 솔 역

이밖에도 알사시아 역에서 시외버스 노선으로 환승이 가능하다.

## 같이 보기
- 마드리드 지하철